# Valmuel
Valmuel es una localidad española perteneciente al municipio de Alcañiz, en el Bajo Aragón, en la provincia de Teruel, Aragón. Es un pueblecito pequeño y tranquilo, a un paso de la ciudad del motor (MotorLand). Es el pueblo más cercano. También se pueden realizar paseos en bicicleta y andadas entre árboles y cultivos con el olor de la naturaleza y el canto de los pájaros.

## Historia
Las primeras referencias históricas al topónimo de Valmuel datan de la Edad Media, mucho antes de que constituyera un núcleo agrupado de población. Se refieren, por tanto, al caserío más o menos disperso que se ubicaría en ese territorio situado en el extremo norte del actual término municipal de Alcañiz, entonces bajo la jurisdicción de la Orden de Calatrava.
Presumiblemente estas masadas, que nunca debieron acoger un número importante de pobladores dada la gran dureza del terreno, permanecieron habitadas hasta la guerra civil española (1936-1939) o incluso algún año después, para quedar abandonadas ya con toda seguridad en la década de 1940.
La Federación Anarquista Ibérica construyó en Valmuel el primer campo de trabajos forzados en la España del s. xx.  Durante el gobierno de Francisco Franco se llevó a cabo una obra de colonización en torno a este territorio, por la cual fue creada en 1957 la actual localidad de Valmuel, además de la de Puigmoreno, que si bien nacerían con los nombres de Alpeñés del Caudillo y Campillo de Franco respectivamente, posteriormente iban a recuperar sus antiguos topónimos.
La jurisdicción de Valmuel, que en los primeros años fue del Instituto Nacional de Colonización (INCA), pasaría primero al Instituto de Reforma y Desarrollo Agrario (IRYDA) y, finalmente, al Ayuntamiento del Municipio de Alcañiz.

## Fiestas
El calendario festivo valmuelino se abre la noche del 17 de enero, San Antón, con la hoguera, celebración típica también en otras localidades del Bajo Aragón Histórico. 
La siguiente fiesta es el Vía Crucis, representado por una procesión de tambores y bombos que recorre las calles del pueblo, con punto de partida y llegada en la iglesia de Santo Ángel Custodio. Se realiza el viernes anterior a la Semana Santa, ya que Valmuel dada su corta existencia no se encuentra integrado en la Ruta del tambor y el bombo que componen varios municipios del Bajo Aragón Histórico.
El 23 de abril se celebra la festividad del patrón de la Comunidad Autónoma de Aragón, San Jorge, y el 15 de mayo San Isidro Labrador, patrón de los agricultores. En torno a estas fechas y siempre antes del verano tiene lugar también la Semana Cultural.
Sin embargo las fiestas más importantes de las que disfrutan los valmuelinos y todos los demás numerosos concurrentes son aquellas que se llevan a cabo en torno al 25 de julio, festividad de Santiago Apóstol (Santiago el Mayor).
La última conmemoración del año se realiza el 2 de octubre, festividad de Santo Ángel, patrón del pueblo, si bien los festejos son trasladados al fin de semana, para permitir así una mayor afluencia de público, sobre todo joven.